# ヨドバシカメラ新宿西口本店
ヨドバシカメラ新宿西口本店（ヨドバシカメラしんじゅくにしぐちほんてん）は、東京都新宿区西新宿一帯にある家電量販店・ヨドバシカメラの本店である。

## 概要
「リパブリック讃歌」の替え歌「ヨドバシカメラの歌」の一節「新宿西口駅の前」の名の通り、新宿駅西口一帯（旧東京市淀橋区淀橋）の広い範囲に店舗を展開している。
ヨドバシ梅田やヨドバシAkibaのような巨大な複合商業施設の核テナントとして入居する近年の出店スタイルとは異なり、マルチメディア館北館・南館・東館、トラベル館、カメラ館、プリント館、修理・フィルム館、携帯アクセサリー館、ゲーム館、ホビー・おもちゃ館、ガシャポン館、時計総合館、携帯・スマートフォン館の13館体制となっている。開業以来の店舗（本店）は現在のマルチメディア東館に相当し、1980年代以降の規模拡大に伴い周辺のビルを買収、複数のビルを1棟の店舗ビルにまとめて改築するなどを繰り返し、売り場も度々変化した（旧時計総合館は現フィルムプリント館、旧OA総合館は現時計総合館等）。また、マルチメディア館は旧本店とその周辺建物を買収・連結させたものであり、床面高さが異なっている部分は緩やかなスロープで繋がっている。
2018年頃までは時計総合館隣のヨドバシビル5Fにアダルトソフト売場があったが、現在は閉鎖している。
カメラ売場がマルチメディア館東館1階、カメラ館、修理・フィルム館、プリント館の4館に分散するなど、同じジャンルの商品であっても複数の建物に売場が分かれていることがある。
同様の手法で売り場面積の拡大を行ってきたエディオン広島本店は、2010年代以降新館の建設と売り場の集約を図っており、大きく様変わりを見せている。
最大規模を誇るマルチメディア北館はかつては立体駐車場付きオフィスビルだったものを、1998年以降にフロアを買収し、それと共に徐々に規模を拡大。当初は1階開口部も部分的、店舗も3階程度までだったが、地下1階地上8階全館に売り場を拡大し、当初なかったエスカレーターも新設された。
最も新しく開店した携帯・スマートフォン館は、新宿高速バスターミナルが入っていたMY新宿第二ビルを取得して順次リニューアルした店舗であり、2階にはヨドバシカメラとしては珍しいアウトレット品を揃えたコーナーがあった（2022年1月現在閉店）。長期的な予定として、MY新宿第二ビルを取り壊して高層ビルに建て替え、さらには複数の建物に分散している売り場を約4万平方メートルの売り場に集約するという計画があるが、2023年現在具体化していない。
なお、ヨドバシカメラは新宿東口にも「マルチメディア新宿東口」を出店している。また、かつては新宿西口駅近くに「新宿西口大ガード店」があったが、2005年8月28日に閉店した。
当店はヨドバシカメラの本店となっているが、売場面積は後に開業した「マルチメディア」を冠する店舗、特にヨドバシ梅田より小さい。

## 店舗・フロア構成
（2022年1月現在）

### マルチメディア館

#### 北館 (国際航業新宿Kビル)
地下1階
- パソコン周辺機器・サプライ品・電話機

1階
- パソコン
- Appleショップ

2階
- 季節家電・生活家電

3階
- 調理家電・リビング家電

4階
- オーディオ

5階
- テレビ

6階
- 理美容・日用品・化粧品

7階
- フィットネス機器・オーラルケア用品・マッサージ機器

8階
- 照明・工具・防犯機器

#### 南館・東館
地下1階
- パソコンパーツ（南）
- パソコン周辺機器（東）

1階
- 携帯・スマートフォン（南）
- メンズシェーバー・コンパクトデジタルカメラ（東）

2階
- OA用品・電子辞書・事務機器（南）
- 文房具（東）

3階
- パソコンソフト・メディア（南）
- CD/DVDソフト（東）

4階
- ホームシアター（南）
- 電子楽器（東）

5階
- 録音・配信機器（南）
- 単品オーディオ（東）

### トラベル館
1階
- スーツケース

2階
- スーツケース

3階
- カジュアルバッグ

### カメラ館 (フジサワビル・桑原ビル)
地下1階
- アルバム・写真整理用品

1階
- デジタル一眼レフカメラ・ミラーレス一眼カメラ・交換レンズ・ビデオカメラ

2階
- 一眼レフカメラ・レンズ

3階
- 中判・大判カメラ・撮影機材

4階
- 三脚・撮影用品

5階
- カメラバッグ・バッグ関連

6階
- イベントスペース

### プリント館 (116ビル)
- 写真プリントサービス

### 修理・フィルム館
1階
- カメラ・フィルム・書籍・暗室用品

2階
- 修理コーナー

### 携帯アクセサリー館 (AIビル)
- 携帯電話アクセサリー

### ホビー・おもちゃ館
地下1階
- 知育玩具

1階 - 4階
- おもちゃ・ホビー

5階
- ベンダーマシン

### ゲーム館 (河野ビル)
1階
- テレビゲーム・おもちゃ・ホビー

2階・3階
- ホビー

### ガシャポン館 (第二冨士ビル)
- ガシャポン

### 時計総合館 (YKビル・ヨドバシビル (旧・中山ビル))
地下2階
- 時計修理コーナー・工具

地下1階
- 置き時計・掛け時計

1階
- 国産腕時計・輸入腕時計

2階
- 輸入腕時計・スマートウォッチ

3階
- ブランドバック・財布・ジュエリー・香水・サングラス・メンズファッション・喫煙具・時計用品

### 携帯・スマートフォン館 (ヨドバシ新宿西口駅前ビル (旧・MY新宿第二ビル))
地下2階
- 石井スポーツ
- 自転車
- お酒

地下1階
- 石井スポーツ

1階
- 携帯・スマートフォン
- SIMフリースマートフォン

### ギャラリー

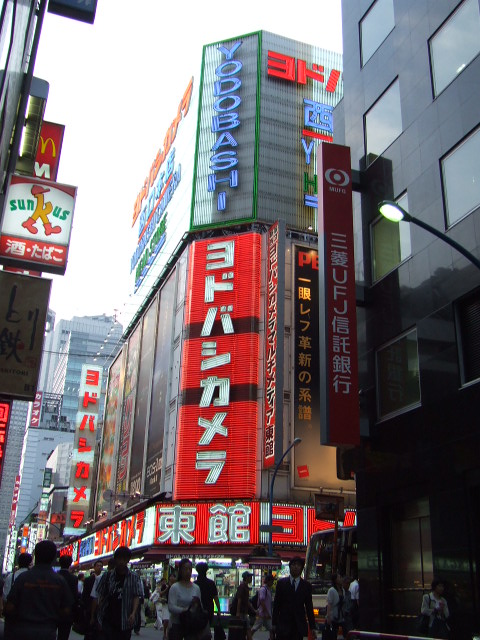
マルチメディア館（東館）
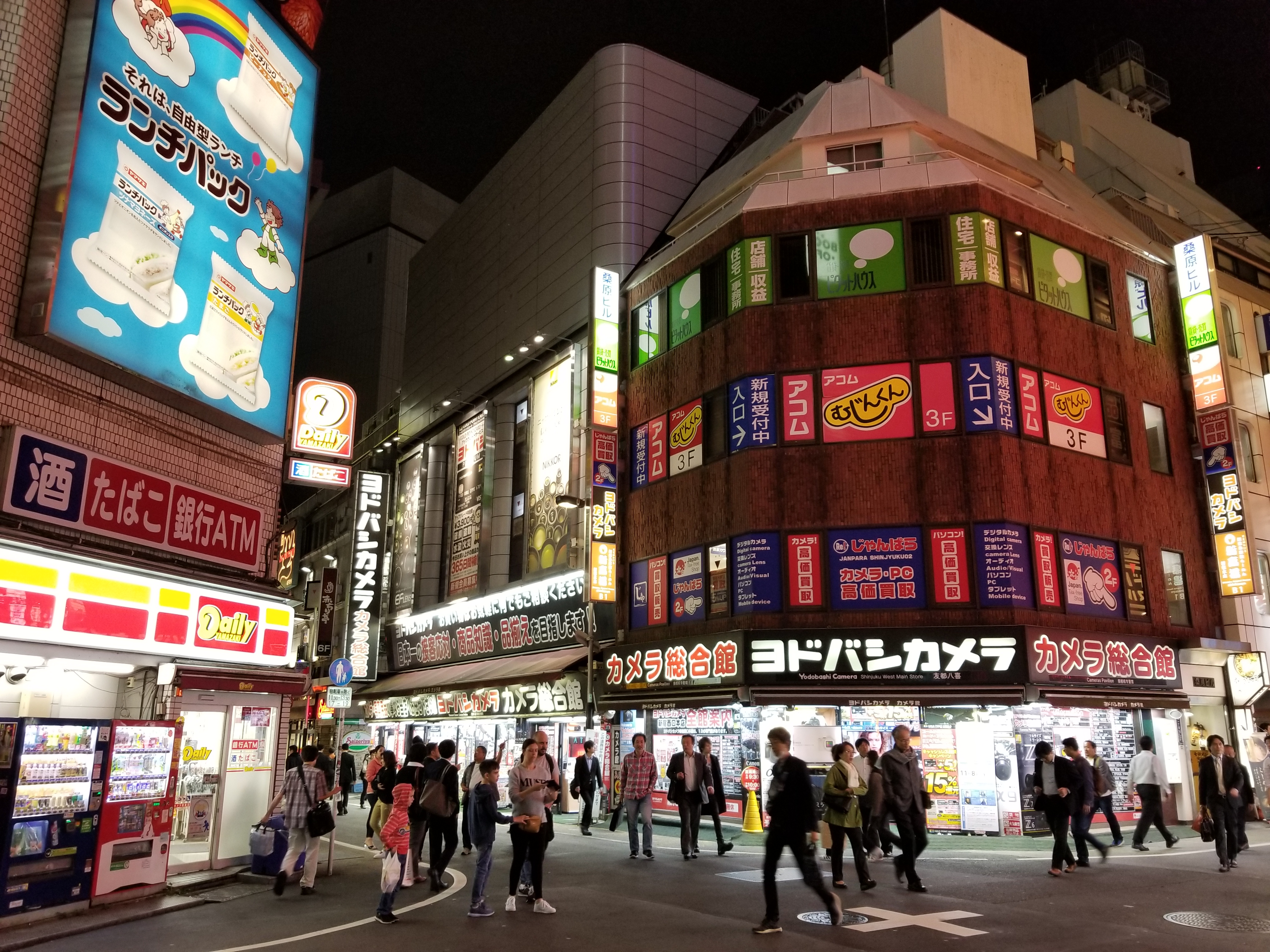
カメラ館
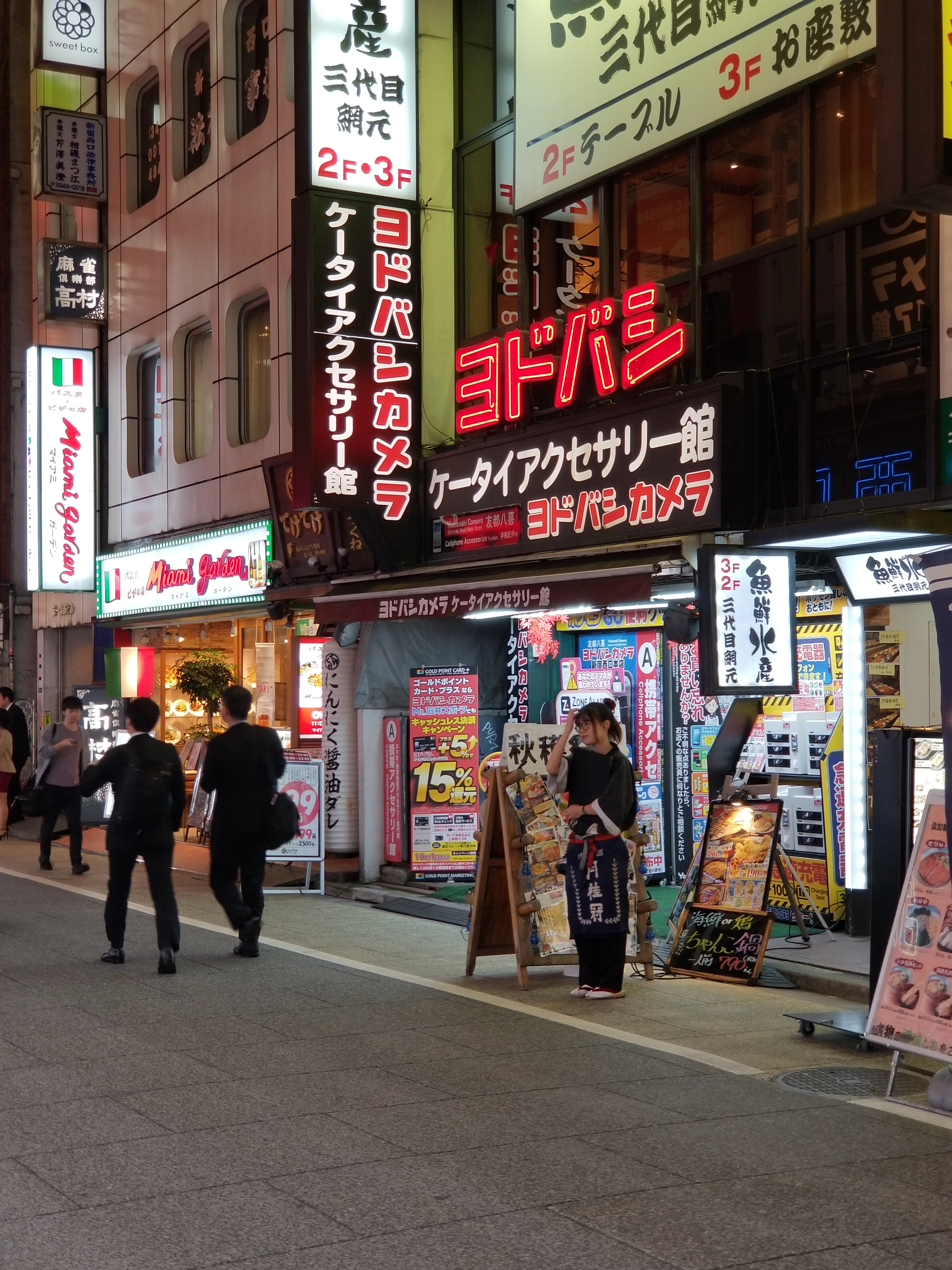
携帯アクセサリー館
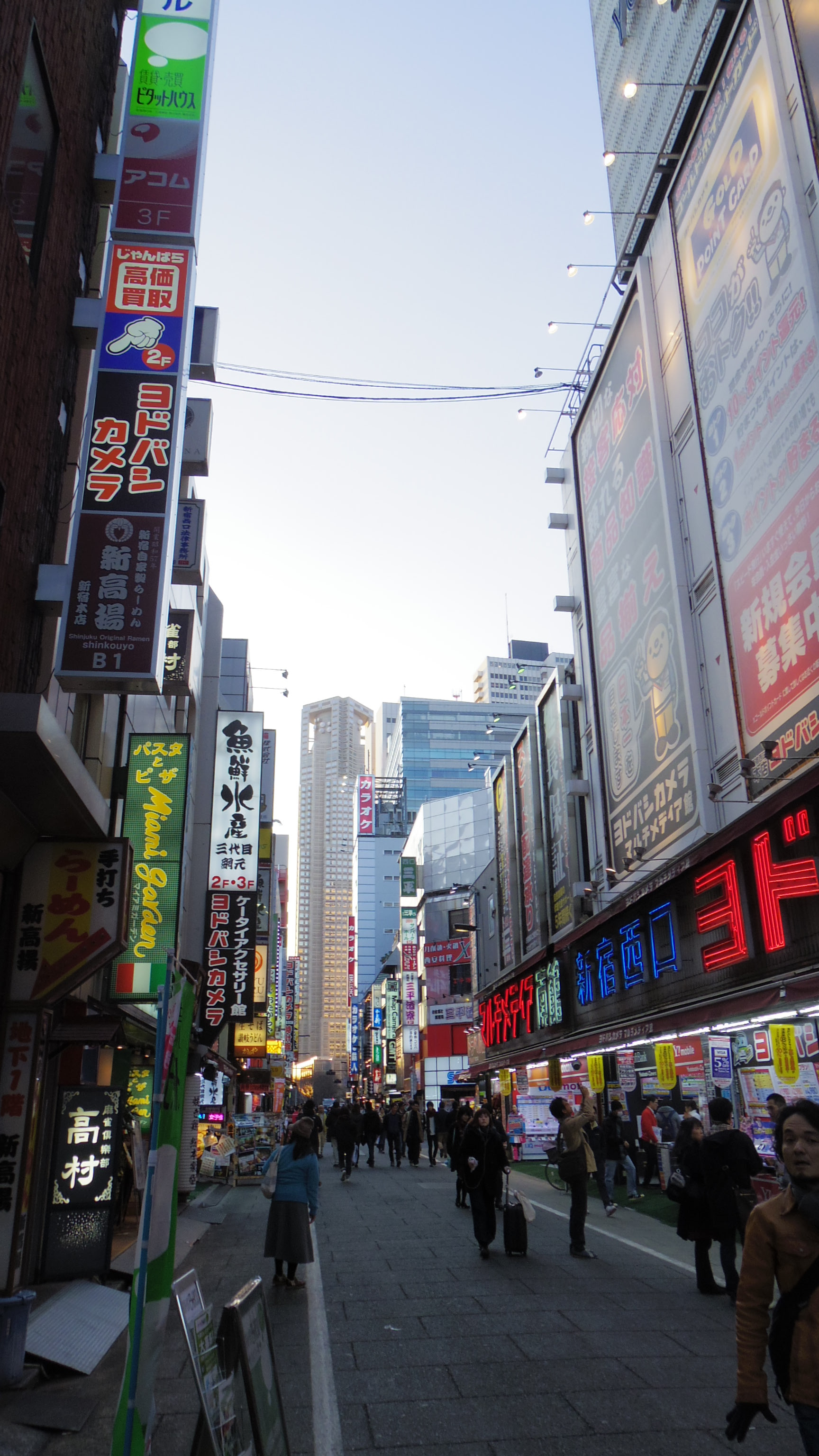
携帯アクセサリー館（左）とマルチメディア館（南館、右）
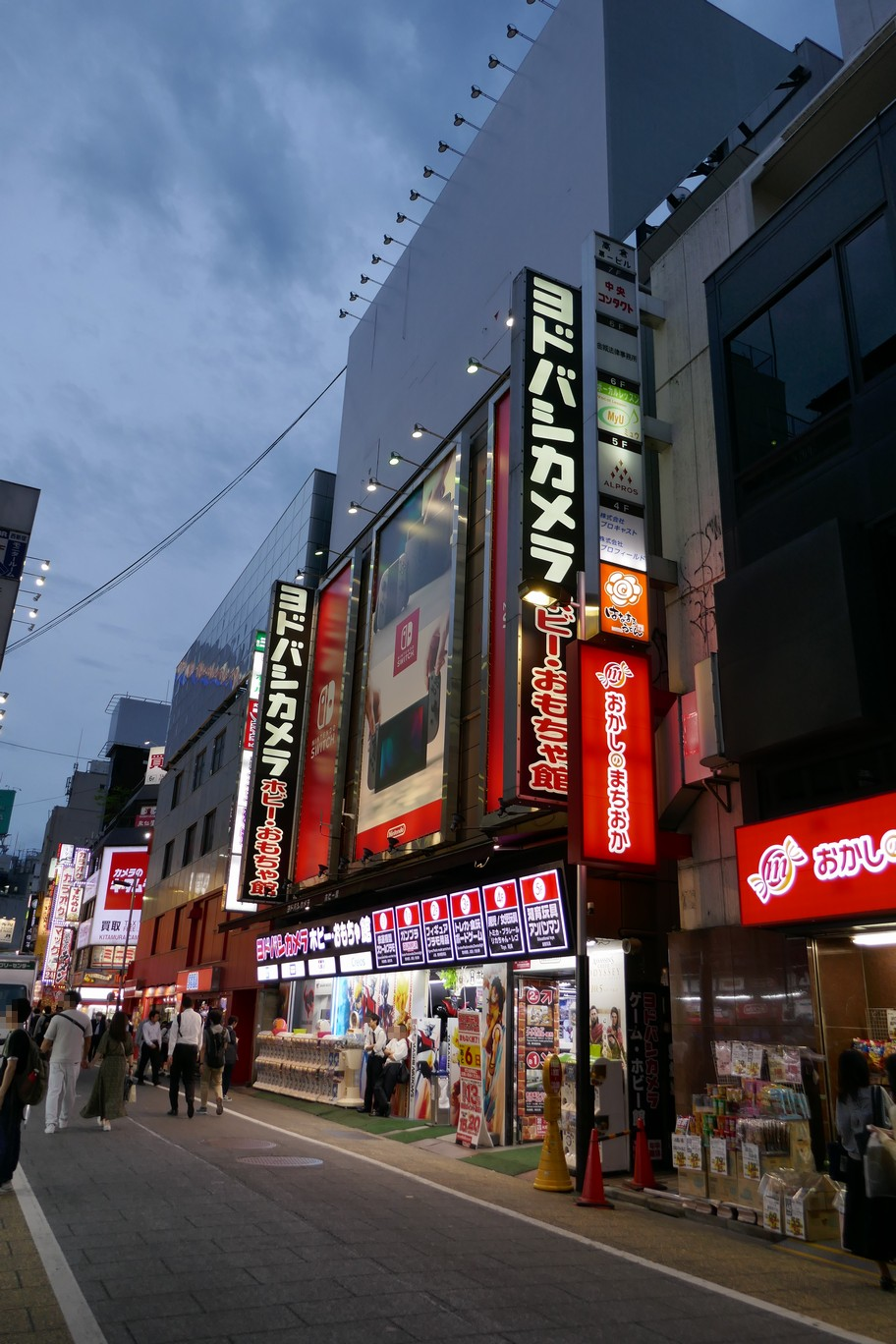
ホビー・おもちゃ館
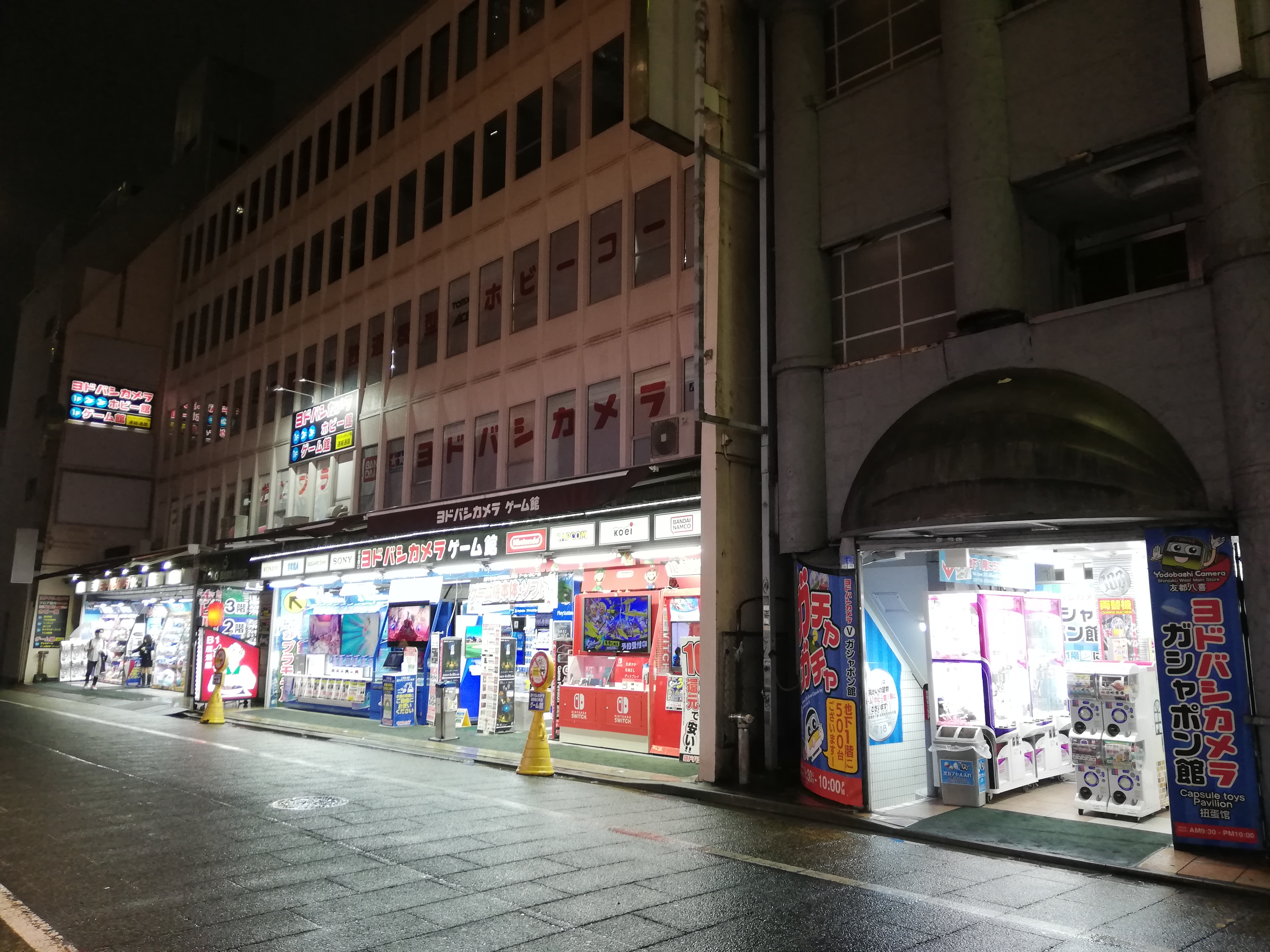
ゲーム館 (左)、ガシャポン館 (右)

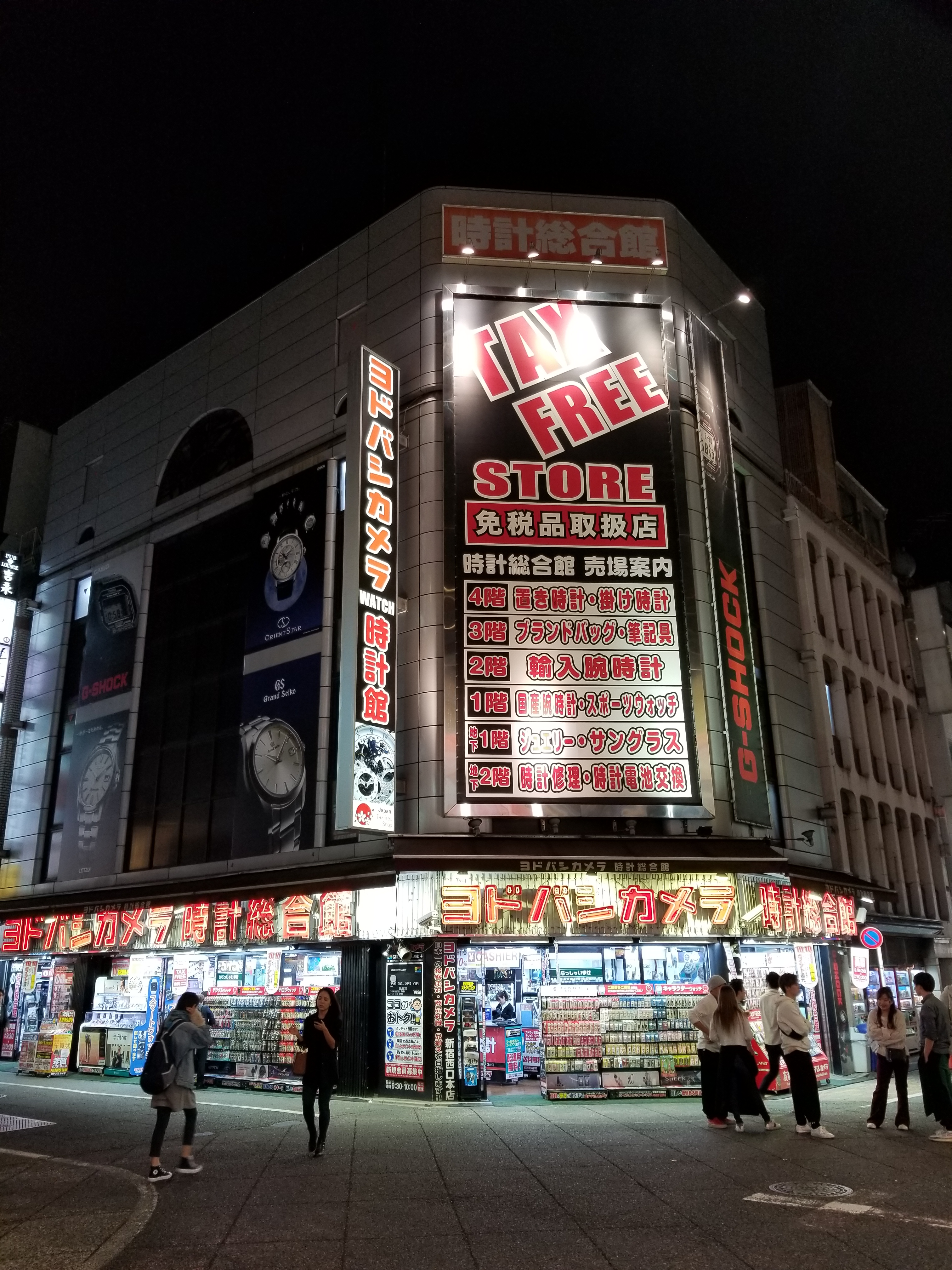
時計総合館
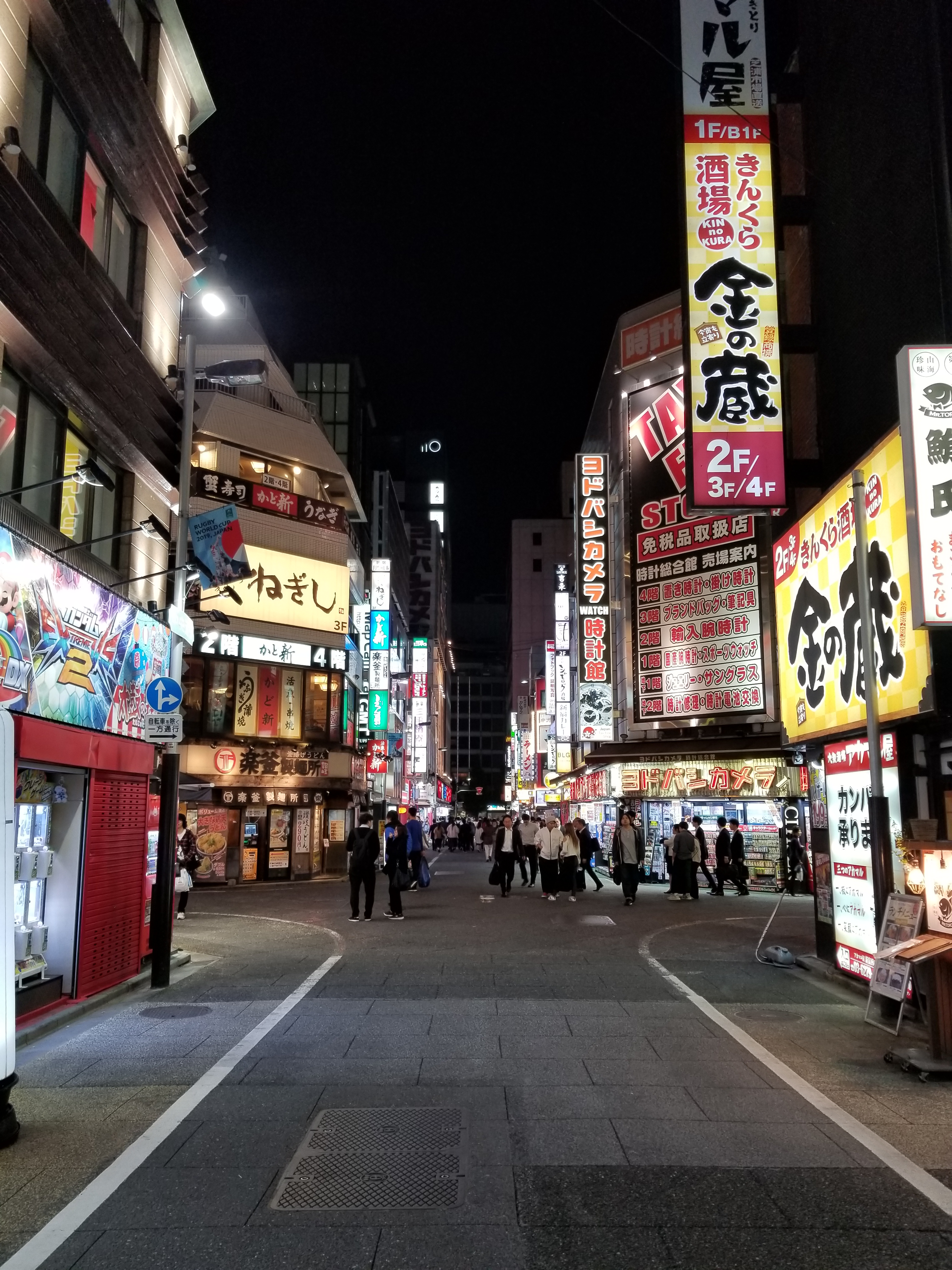
時計総合館から新宿駅方面を望む
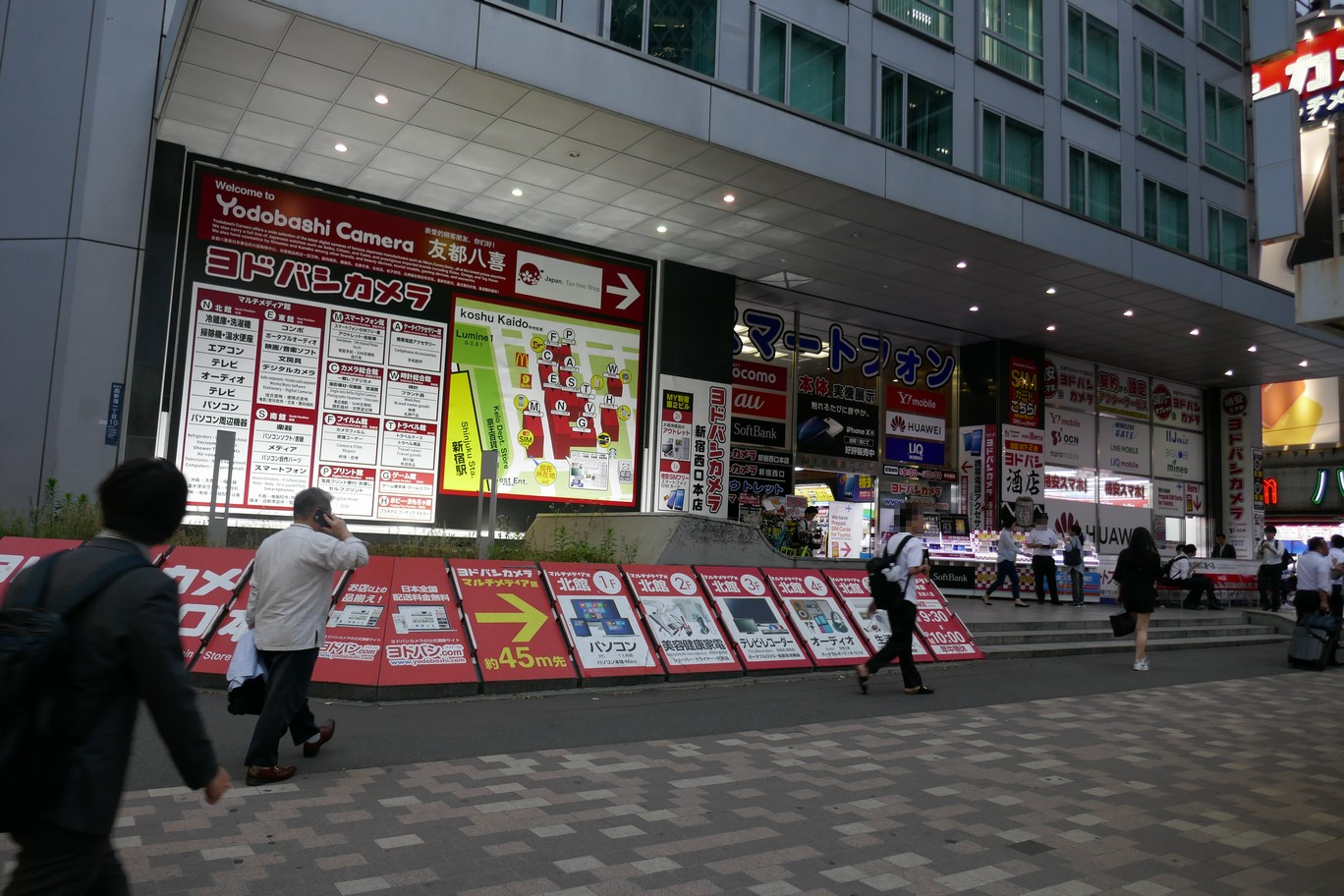
携帯・スマートフォン館
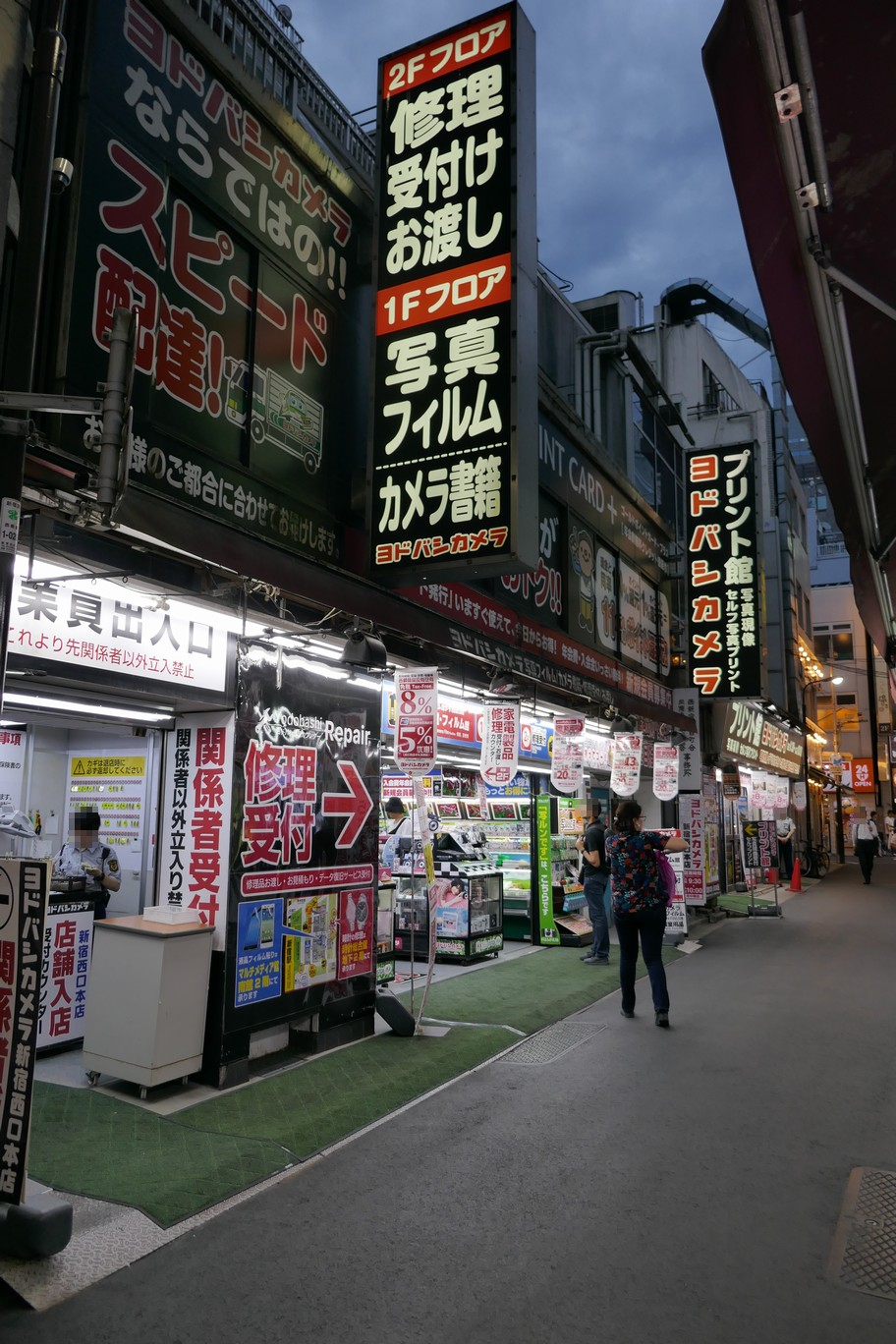
修理・フィルム館、プリント館（奥）
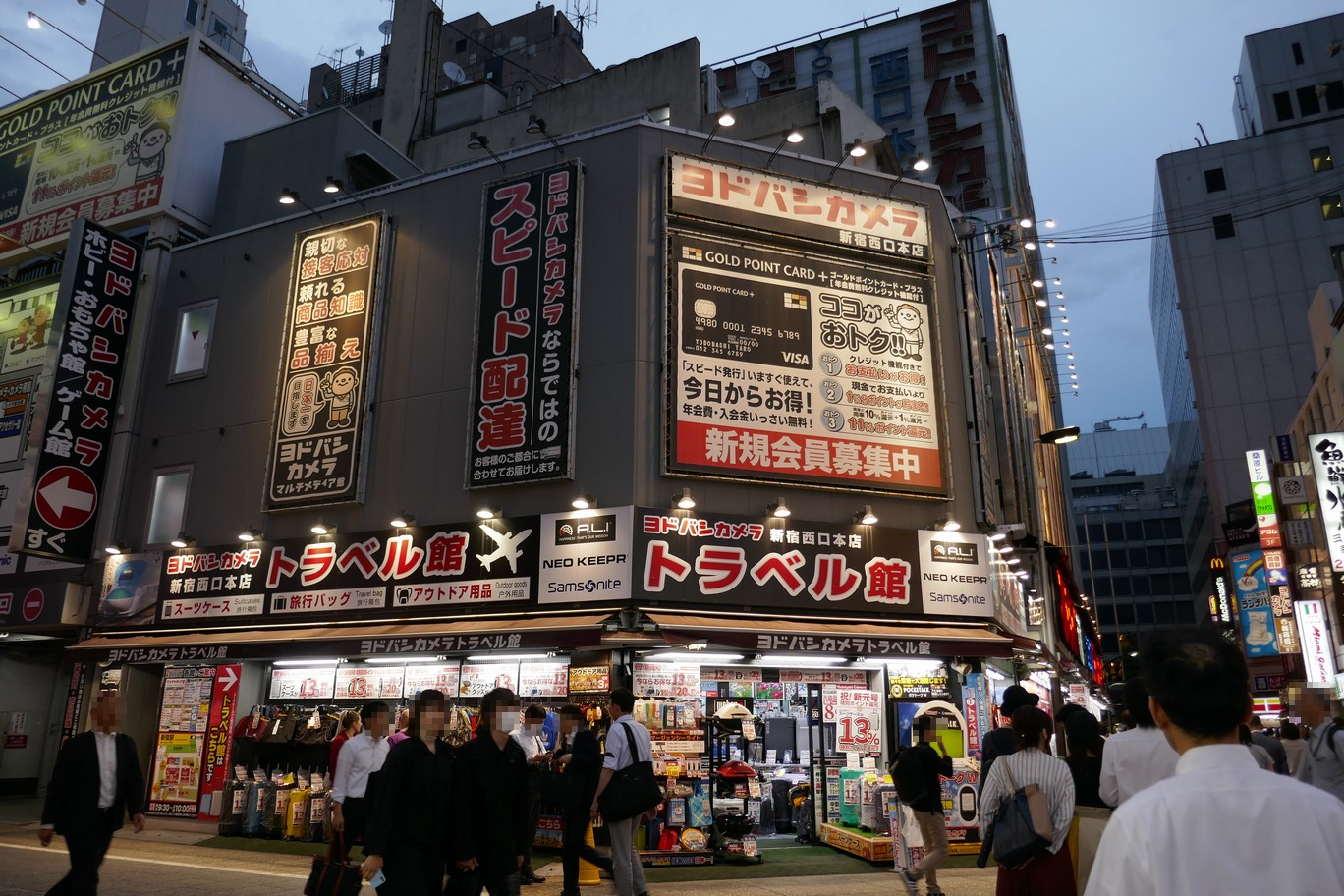
トラベル館

## アクセス
- 新宿駅より徒歩2分